# Daniel André
Pour les articles homonymes, voir André (patronyme).
Daniel André (né le 25 mai 1958 à Hénin-Liétard,) est un coureur cycliste français, actif dans les années 1970 et 1980.

## Biographie
En 1979, Daniel André remporte le championnat régional de Provence, sous les couleurs de la Roue d'Or de Sisteron. Deux ans plus tard, il se classe troisième de la Route de France, une course par étapes réputée chez les amateurs. Il passe ensuite professionnel en 1982 au sein de l'équipe Sem-France Loire-Campagnolo. 
Lors du Tour du Vaucluse 1983, il se distingue en terminant deuxième de la dernière étape (contre-la-montre), qui se conclut au chalet Reynard. Il est battu par son coéquipier Éric Caritoux, mais devance d'autres coureurs de renom comme Laurent Fignon ou Marc Madiot,.

## Palmarès
- 1979
  - Championnat de Provence
- 1981
  - Prix de l'Amitié
  - 2e du Souvenir Jean-Masse
  - 3e de la Route de France